# Corticaria polypori
Corticaria polypori är en skalbaggsart som beskrevs av J.Sahlberg 1900. Corticaria polypori ingår i släktet Corticaria, och familjen mögelbaggar. Enligt den svenska rödlistan är arten nära hotad i Sverige. Arten förekommer på Gotland, Götaland, Svealand, Nedre Norrland och Övre Norrland. Artens livsmiljö är skogslandskap.